# آنتونلا کانفورتولا
آنتونلا کانفورتولا (انگلیسی: Antonella Confortola; ۱۶ اکتبر ۱۹۷۵ – ) اسکی‌باز صحرانوردی، و ورزشکار دو و میدانی اهل ایتالیا بود.